# 夸爾冰架
71°20′S 11°0′W / 71.333°S 11.000°W
夸爾冰架是南極洲的冰架，位於毛德皇后地沿岸，處於諾維吉亞岬和索拉森嶺之間，該冰架在1949至1952年被繪入地圖，以英國修理工命名。